# صبير ثلاثي الأشواك
صبير ثلاثي الأشواك (الاسم العلمي:Opuntia triacantha) هو نوع من النباتات يتبع جنس الصبير من الفصيلة الصبارية.